# 빅 코믹 오리지널
《빅 코믹 오리지널》(일본어: ビッグコミックスオリジナル 빗구 고밋쿠 오리지나루[*])은 쇼가쿠칸에서 발행하는 일본의 청년 만화 잡지이다. 대상 독자층은 30세 이상의 성인 남성이다. 1987년에 창간되었다. 매월 5일, 20일에 발행되며 가격은 300엔이다.